# Möckelmossen
Möckelmossen ist ein Feuchtgebiet im Süden der schwedischen Ostseeinsel Öland.
Inmitten des Stora Alvaret gelegen, ist Möckelmossen der größte Alvarsee Ölands. Die Fläche des Möckelmossen variiert jahreszeitlich. Während im Winter große Flächen überschwemmt sind, trocknen große Teile des Gebiets im Sommer völlig aus. Die Kalkerde der trockenen Flächen leuchtet dann weiß. In der Mitte des Moors befindet sich ein Streifen der immer feucht bleibt, jedoch nicht von offenem Wasser bedeckt ist. Neben Schilf wächst hier Teich-Schachtelhalm, Steife Segge und Weidenbüsche.
Sandregenpfeifer und Rothalstaucher brüten hier. Über den offenen Wasserflächen lässt sich hin und wieder die Trauerseeschwalbe beobachten. Möckelmossen ist auch als Rastplatz für Zugvögel von Bedeutung. Im September rasten hier zum Teil tausende Kraniche.
Südlich des Moors an der Straße von Resmo nach Stenåsa befindet sich ein Rastplatz mit Informationen zum Stora Alvaret und zum Möckelmossen. Der westliche Teil des Möckelmossen gehört zu den Naturreservaten Mysinge naturreservat  und Gynge naturreservat.